# Simeticona
La simeticona (DCI), también conocida como simethicona, es un agente antiespumante que expulsa gases intestinales.

## Usos médicos
La simeticona es un principio activo y un fármaco que se usa para aliviar los síntomas del exceso de gases en el tracto gastrointestinal, es decir, hinchazón, eructos y flatulencia, aunque hay una falta de evidencia de que la simeticona sea efectiva para este uso.
No se ha establecido completamente la eficacia de que la simeticona sea útil para tratar los cólicos en los bebés, y no se recomienda para este propósito, debido a que la evidencia de su efecto es escasa. En 2017, un estudio de evidencia del mundo real en el Reino Unido, sobre el medicamento comercial de nombre «Infacol» basado en simeticona, sugirió que había ayudado a controlar los cólicos infantiles en algunos casos. En cualquier caso esta sustancia no está indicada para menores de 12 años.
No hay efectos secundarios conocidos de la simeticona hasta el momento.

## Farmacología
La simeticona disminuye la tensión superficial de las burbujas de gas, lo que hace que se combinen en burbujas más grandes en el tracto digestivo. La simeticona no reduce ni previene la formación de gas.

## Química
El nombre químico de la simeticona es α-(trimetilsililo)-ω-metilpoli[oxi(dimetilsilileno)], mezclado con óxido de silicio.[cita requerida]

## Sociedad y cultura
El nombre en la DCI es «simeticone», que se agregó a la lista de «DCI recomendados» en 1999.
La simeticona se comercializa con muchas marcas y en muchos medicamentos combinados; también se comercializa como un medicamento veterinario.